# Ocean Colour Scene
Ocean Colour Scene is een Britse poprockband uit Birmingham.

## Bezetting

### Huidige bezetting
- Stephen Cradock[2] (piano, e-gitaar, achtergrondzang)
- Simon Fowler[3] (zang, akoestische gitaar)
- Oscar Harrison (drums, achtergrondzang)
- Raymond Meade[4] (basgitaar, vanaf 2016)

### Ex-leden
- Damon Minchella[5] (basgitaar, tot 2003)
- Dan Sealey[6] (basgitaar, van 2003 tot 2016)
- Andy Bennett[7] (gitaar, van 2003 tot 2016)

## Geschiedenis

### Beginperiode
Tijdens de jaren 1980 waren Fowler en Minchella lid van de rockband The Fanatics. Harrison speelde eerst bij Echo Base en voegde zich daarna bij The Fanatics. Na de ontbinding van de band formeerde het trio in 1989 samen met Cradock Ocean Colour Scene. Cradock speelde voorheen bij The Boys en ontmoette de andere drie tijdens een concert van The Stone Roses. Muzikaal oriënteerden ze zich aan deze band en ze werden toentertijd gerangschikt in het Madchester-circuit.
De vier muzikanten werden ondergebracht bij het independent-label !Phfft en brachten een jaar later hun eerste singles uit. Ze kregen verwachtingsvolle kritieken en met Yesterday Today hadden ze in 1991 een waarderingssucces in de Britse hitlijst. Voordat ze echter hun debuutalbum konden uitbrengen, werd hun label door het grotere Fontana Records overgenomen. Onder de nieuwe leiding werd hun album meermaals herbewerkt, ook met de hulp van fameuze producenten als Jimmy Miller en Tim Palmer, maar toen het in 1992 uiteindelijk verscheen, bleek dit een flop te zijn. De band had vier jaar nodig om te herstellen van deze miskleun. Ze moesten zich uit de onproductieve samenwerking met Fontana Records uitkopen en bleven daarna met schulden zitten. Gelijktijdig kregen ze echter steun van Paul Weller, die hen in 1993 als voorband voor een optreden haalde en de muzikanten bij tijden in zijn begeleidingsband opnam. Cradock speelde ook op Wellers album Wild Wood. In het daaropvolgende jaar werden ze door Noel Gallagher van Oasis voor diens eerste grote tournee gecontracteerd als begeleidingsband. Van het succes en de opkomende britpop-beweging, alsook de reclame door Gallagher, die hen altijd weer ter sprake bracht, kon Ocean Colour Scene profiteren en in 1995 tekenden ze een nieuw platencontract bij MCA Records.

### Doorbraak
Ze hadden een jaar nodig om hun tweede album Moseley Shoals, waarmee ze in 1996 hun grote doorbraak hadden, te voleinden. Het album plaatste zich in de Britse hitlijst (#2) en er werden meer dan een miljoen exemplaren van verkocht, goed voor drie keer platina. Drie songs van dit album haalden de top 10 van de singlehitlijst.
Alweer een jaar later volgde het album Marchin' Already, waarmee ze direct konden aanknopen aan het voorgaande succes. Het album werd nummer 1 in de lp-hitlijst en bracht drie verdere top 10-hits voort. In 1998 gingen ze op een uitverkochte tournee door het Verenigd Koninkrijk. Ondanks het grote succes in hun geboorteland konden ze echter in het buitenland niet doorbreken. Het vierde album One from the Modern leverde hun de enige hitklassering (#92) op in Duitsland. Op het album, dat in 1999 de Britse hitlijst haalde (#4), werkten Paul Weller, drummer Steve White en Brian Travers van UB40 mee. Twee jaar later volgde een verdere uitverkochte Britse tournee en met Mechanical Wonder een verder top 10-album.

### Recent
In 2003 verliet Minchella na een ruzie de band. Hij speelde daarna lang voor Weller en startte eigen projecten. Gary Mounfield van The Stone Roses verving hem zolang tijdens de tournee in 2003, daarna kwamen Dan Sealey en Andy Bennett erbij. Maar ook de andere leden startten daarnaast ook diverse projecten en Steve Cradock bracht in 2010 het soloalbum The Kundalini Target uit, maar ze bleven allen verbonden aan de band. Tijdens de jaren 2000 bracht de band verder regelmatig albums uit, doch de populariteit van de band verminderde zienderogen. In 2007 hadden ze met I Told You So hun tot dusver laatste singlehit. Hun albums kwamen weliswaar verder voor in de hitlijst, maar waren slechts matig succesvol. Het tiende studio-album Painting plaatste zich in februari 2013 in de Britse hitlijst (#49).
Met de huidige bassist Raymond Meade werd een 4 nummers tellende ep opgenomen die in november 2018 uitkwam en alleen verkrijgbaar was bij de Kerstoptredens.

## Discografie

### Singles
- 1990: One of Those Days
- 1990: Sway
- 1992: Giving It All Away
- 1992:	Yesterday Today
- 1996:	The Riverboat Song
- 1996:	You've Got It Bad
- 1996:	The Day We Caught the Train
- 1996:	The Circle
- 1997:	Hundred Mile High City
- 1997:	Travellers Tune
- 1997:	Better Day
- 1998:	It's a Beautiful Thing
- 1999:	Profit in Peace
- 1999:	So Low
- 2000:	July / I Am the News
- 2001:	Up on the Down Side
- 2001:	Mechanical Wonder
- 2001:	Crazy Lowdown Ways
- 2003:	I Just Need Myself
- 2003:	Make the Deal
- 2004:	Golden Gate Bridge
- 2005:	Free My Name
- 2005:	This Day Should Last Forever
- 2007:	I Told You So
- 2007: I Just Got over You
- 2007: Go to Sea
- 2010: Margic Carpet Days
- 2010: Saturday

### Albums
- 1996:	Moseley Shoals
- 1996:	Ocean Colour Scene (in 1996 heruitgebracht)
- 1997:	B-Sides, Seasides & Freerides (compilatie)
- 1997:	Marchin' Already
- 1999:	One from the Modern
- 2001:	Mechanical Wonder
- 2001:	Songs from the Front Row - The Best Of (compilatie)
- 2003:	North Atlantic Drift
- 2003:	Anthology (compilatie)
- 2005:	A Hyperactive Workout for the Flying Squad
- 2006:	Live Acoustic at the Jam House (live-album)
- 2007:	On the Leyline
- 2010:	Saturday
- 2013:	Painting